# شوهي نومورا
شوهي نومورا (باليابانية: 野村 周平) هو ممثل ياباني. وُلد في 14 نوفمبر 1993 في كوبه، محافظة هيوغو ، وهو من أصل ربع صيني ويتحدث الصينية بطلاقة. في عام 2009، تم اختياره من بين حوالي 30،000 مقدمًا كفائز في اختبار الألعاب الترفيهية على الصعيد الوطني.

## اعماله

### أفلام أنمي
- اعصار نوردا - شويتشي أزوما

## روابط خارجية
- شوهي نومورا على موقع IMDb (الإنجليزية)
- شوهي نومورا على موقع قاعدة بيانات الفيلم (الإنجليزية)